# Farmacofor

Un exemplu de modelare structurală, cu identificarea farmacoforilor

În chimia farmaceutică, un farmacofor este o descriere abstractă a caracteristicilor unei grupări moleculare, care sunt necesare pentru recunoașterea moleculară a unui ligand de către o macromoleculă biologică. IUPAC definește un farmacofor ca fiind „un ansamblu de caracteristici sterice și electronice necesare pentru a asigura interacțiunile supramoleculare optime cu o țintă biologică specifică și pentru a declanșa (sau bloca) răspunsul biologic al acesteia.” Un model structural în care se reprezintă un farmacofor explică modul în care liganzi diverși din punct de vedere structural se pot lega de un situs receptor comun. În plus, modelele farmacofore pot fi utilizate pentru a identifica prin proiectare de novo sau prin screening virtual liganzi noi care au potențialul de a se lega de același receptor.
Caracteristicile tipice ale farmacoforilor includ interacțiunile hidrofobe, nucleele aromatice, acceptorii sau donorii de legături de hidrogen, cationi și anioni. Acești farmacofori pot fi localizați pe ligandul însuși, sau pot fi puncte proiectate, despre care se presupune că sunt localizate în cadrul receptorului.